# Omar Cummings
Omar Cummings (Old Harbour, 13 luglio 1982) è un ex calciatore giamaicano, di ruolo attaccante.

## Carriera

### Club
Il 6 settembre 2010 è stato scelto dalla North American Soccer Reporters come "MLS Player of the Week" (miglior giocatore della settimana del massimo campionato nordamericano) per il 23º turno del campionato 2010.
Ha militato in MLS nei Colorado Rapids e Houston Dynamo, per poi passare alla seconda lega americana della NASL militando nei San Antonio Scorpions. La chiusura della società texana lo vede trasferirsi nella nuova formazione della USL PD dei FC Cincinnati.

### Nazionale
Con la nazionale giamaicana ha partecipato alla CONCACAF Gold Cup nel 2009 e nel 2011.

## Palmarès

### Club

#### Competizioni nazionali
- Campionato MLS: 1

Colorado Rapids: 2010